# Faran Tahir
Faran Haroon Tahir (Los Angeles, 16 februari 1963) is een Amerikaans acteur van Pakistaanse afkomst. Hij maakte in 1994 zijn filmdebuut als Nathoo in The Jungle Book.
Tahir speelde behalve in films ook rolletjes in meer dan twintig televisieseries, doorgaans eenmalig. Hij verscheen meerdere afleveringen in onder meer Family Law (als Dr. Singh), The West Wing (als Manny), JAG (als Amad Bin Atwa) en 24 (als Tomas Sherak in seizoen 4).

## Filmografie
*Exclusief televisiefilms
- Escape Plan (2013)
- Elysium (2013)
- Star Trek (2009)
- Iron Man (2008)
- Charlie Wilson's War (2007)
- ABCD (1999)
- Anywhere But Here (1999)
- Urban Relics (1998)
- A Price Above Rubies (1998)
- Picture Perfect (1997)
- The Jungle Book (1994)

## Televisieseries
- Once Upon a Time (2016)
- Criminal Minds (2014)
- NCIS: Los Angeles (2010)
- Charmed (2008)

- International Standard Name Identifier: 0000 0000 4728 9850
- Library of Congress Control Number: no2008179084
- Virtual International Authority File: 66299427
- WorldCat: E39PBJfhbmX48VwmxTpT4cvfv3